# Квинт Педий Балб
Квинт Педий Балб (на латински: Quintus Pedius Balbus; † ноември 43 пр.н.е. в Рим) e римски сенатор и военачалник на късната Римска република, племенник на диктатора Гай Юлий Цезар.

## Биография
Квинт Педий през 57 пр.н.е. е легат на Цезар в Галия. При избухването на гражданската война през 48 пр.н.е. той става претор и побеждава с легиона си въстанието на Тит Аний Мило. От 46 до 45 пр.н.е. той е легат и по-късно проконсул на Цезар в Испания и на 13 декември 45 пр.н.е. празнува триумф.
Цезар го поставя в завещанието си от 13 септември 45 пр.н.е., заедно с другия му племенник Луций Пинарий Скарп, за наследник на последната четвърт от собствеността си, докато чрез този тестамент осиновеният му трети племенник Гай Октавий, по-късният Октавиан/Август, наследява три четвърти. След смъртта на диктатора Педий отстъпва своя дял на Октавиан. Когато Октавиан по време на марша за Рим е избран за консул на 19 август 43 пр.н.е., прави Педий свой колега. Педий издава по поръчка на Октавиан закона lex Pedia, който дава легалност на борбата против убийците на Цезар. Педий публикува първите проскрипция – списъци на втория триумвират и умира скоро след това.

## Фамилия
Неговата съпруга Валерия е от рода на Валерии Месали и сестра на Марк Валерий Месала Корвин. Педий и Валерия имат само един син:
- Квинт Педий Публикола, квестор 41 пр.н.е., сенатор и според Хораций брилянтен оратор.

Внукът им Квинт Педий e роден с увреден слух и става художник.